# Takashi Inui
Takashi Inui (Ōmihachiman, Prefectura de Shiga, Japó, 2 de juny de 1988) és un futbolista professional japonès que juga al Cerezo Osaka.
Inui va començar la seva carrera professional al Yokohama F. Marinos, abans de passar pel Cerezo Osaka. El 2011, va anar a Alemanya per fitxar pel VfL Bochum i, un any després, va ser venut a l'Eintracht Frankfurt. El 2015 va fitxar per l'SD Eibar, recentment ascendit a la Lliga. Allà, es va convertir en un ídol pels aficionats i es va convertir en una peça molt important per a les bones campanyes del club a la Lliga. El 2018 va ser traspassat al Reial Betis.
És internacional amb la selecció japonesa des de 2009. Va ser el màxim golejador de l'equip en la Copa del Món de 2018 amb dos gols, el primer en un partit contra el Senegal en un empat de 2-2 i el segon contra Bèlgica, en una derrota per 3 a 2.